# Episodi di Adorabili creature
La prima e unica stagione della serie televisiva Adorabili creature è stata trasmessa in anteprima negli Stati Uniti d'America dalla CBS tra il 27 ottobre 1980 e il 21 febbraio 1981.
A causa dello scarso successo ottenuto, la serie è stata cancellata dopo una sola stagione e l'episodio 1x16 non è stato trasmesso.
| nº | Titolo originale         | Titolo italiano | Prima TV USA     | Prima TV Italia |
| -- | ------------------------ | --------------- | ---------------- | --------------- |
| 1  | Pilot                    |                 | 27 ottobre 1980  |                 |
| 2  | Play It Again, Alan      |                 | 3 novembre 1980  |                 |
| 3  | Gretchen's Problem       |                 | 10 novembre 1980 |                 |
| 4  | Amy's Fear               |                 | 17 novembre 1980 |                 |
| 5  | An Obtuse Triangle       |                 | 1º dicembre 1980 |                 |
| 6  | The Mugger               |                 | 8 dicembre 1980  |                 |
| 7  | Holstein's Affair        |                 | 15 dicembre 1980 |                 |
| 8  | Alan's Infidelity Column |                 | 22 dicembre 1980 |                 |
| 9  | Andrea's Crush           |                 | 5 gennaio 1981   |                 |
| 10 | Alan's Money Problem     |                 | 12 gennaio 1981  |                 |
| 11 | Susan the Playwright     |                 | 19 gennaio 1981  |                 |
| 12 | Think Young, Ladies      |                 | 26 gennaio 1981  |                 |
| 13 | Women Need Not Apply     |                 | 7 febbraio 1981  |                 |
| 14 | Games (Part 1)           |                 | 14 febbraio 1981 |                 |
| 15 | Games (Part 2)           |                 | 21 febbraio 1981 |                 |
| 16 | The Committee            |                 | inedito          |                 |